# Modelo de color CMYK

Cian, magenta, amarillo y key (negro).

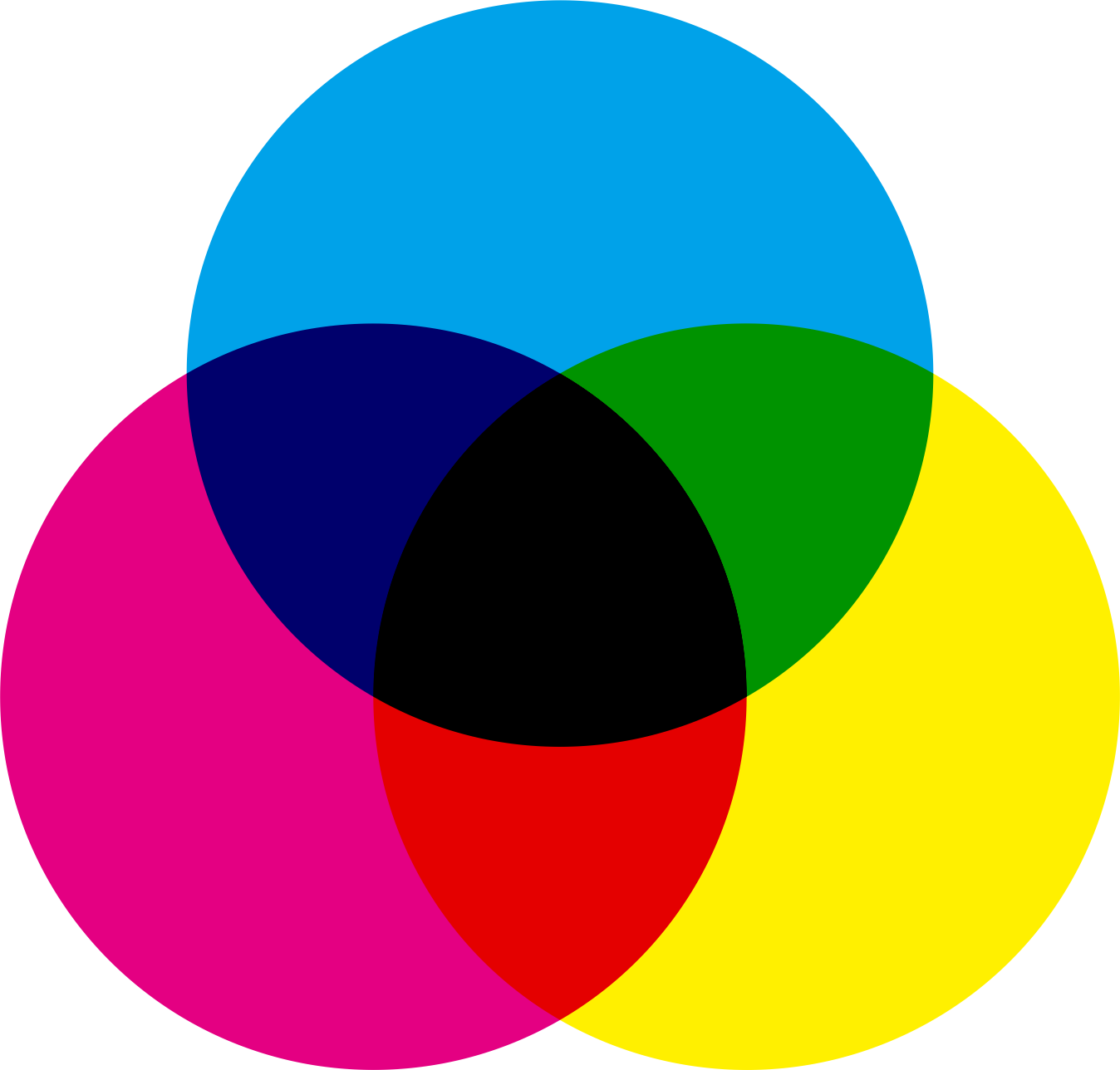
Modelo sustractivo cian, magenta y amarillo.

El modelo CMYK (siglas de Cyan, Magenta, Yellow y Key) es un modelo de color sustractivo que se utiliza en la impresión en colores. Es la versión moderna y más precisa del antiguo modelo tradicional de coloración (RYB), que se utiliza todavía en pintura y artes plásticas. Permite representar una gama de colores más amplia que este último, y tiene una mejor adaptación a los medios industriales.
Este modelo se basa en la mezcla de pigmentos de los siguientes colores para crear otros más:
- C = Cyan (Cian).
- M = Magenta (Magenta).
- Y = Yellow (Amarillo).
- K = Key (Negro).

Se le llama key al negro, en vez de usar la letra B, por ser un nombre corto del término key plate utilizado en la impresión. Esta placa maestra imprimía el detalle artístico de una imagen, usualmente en tinta negra. El uso de la letra K también ayudó a evitar confusiones con la letra B utilizada en el acrónimo RGB.
La mezcla de colores CMY ideales es sustractiva (puesto que la mezcla de cian, magenta y amarillo en fondo blanco resulta en el color negro). El modelo CMYK se basa en la absorción de la luz. El color que presenta un objeto corresponde a la parte de la luz que incide sobre este y que no es absorbida por el objeto.
El cian es el opuesto al rojo, lo que significa que actúa como un filtro que absorbe dicho color (-R +G +B). Magenta es el opuesto al verde (+R -G +B) y amarillo el opuesto al azul (+R +G -B).

Tres ejemplos de uso del color con la separación CMYK y con el uso del halftone. De izquierda a derecha: el componente cían, el magenta, el amarillo, el negro, el modelo combinado halftone y como los percibiría el ojo humano a suficiente distancia.

## Uso de la tinta negra
Por varias razones, el negro generado al mezclar los colores primarios sustractivos no es ideal y por lo tanto, la impresión a cuatro tintas utiliza el negro además de los colores primarios sustractivos amarillo, magenta y cian. Entre estas razones destacan:
- Una mezcla de pigmentos amarillo, cian y magenta rara vez produce negro puro porque es casi imposible crear suficiente cantidad de pigmentos puros.
- Mezclar las tres tintas sólo para formar el negro puede humedecer al papel si no se usa un tóner seco, lo que implica un problema en la impresión en grandes tirajes, en la que el papel debe secarse lo suficientemente rápido para evitar que se marque la siguiente hoja. Además el papel de baja calidad, como el utilizado para los periódicos, se puede romper si se humedece demasiado.
- El texto se imprime, frecuentemente, en negro e incluye detalles finos si la tipografía es con serif. Para reproducir el texto utilizando tres tintas sin que se desvanezca o difumine ligeramente el símbolo tipográfico, se requeriría un registro extremadamente preciso. Esta manera de generar el color negro no es posible, en la práctica, si se desea una fiel reproducción en la densidad y contorno de la tipografía (al tener que alinear las tres imágenes con demasiada exactitud).
- Desde un punto de vista económico, el uso de una unidad de tinta negra, en vez de tres unidades de tintas de color, puede significar un gran ahorro, especialmente porque la tinta negra es, por lo general, mucho más económica que cualquier tinta de color.

La cantidad de negro a utilizar, para reemplazar las cantidades de las otras tintas, es variable y la elección depende de la tecnología, el tipo de papel y la clase de tinta usada. Procesos como el undercolor removal, el undercolor addition y el reemplazo de componente gris, se usan para decidir la mezcla final, con lo cual diferentes recetas de CMYK se utilizarán dependiendo de la tarea de impresión. Cuando el negro se mezcla con otros colores, resulta un negro más negro llamado "negro enriquecido"  o "super-negro". El porcentaje de cada tinta para lograr este negro enriquecido, dependerá del método de impresión, del tipo de papel sobre el que se imprime y de las especificaciones de la imprenta. El "negro de registro" es la suma del 100 % de las cuatro tintas CMYK y se le llama "negro de registro" dado que se utiliza para las marcas de registro (cruces de registro y marcas de corte). El "negro de registro" no se debe de utilizar durante el proceso de diseño del producto impreso, dado que el papel no puede soportar la suma del 100 % de las cuatro tintas.

## Tintas

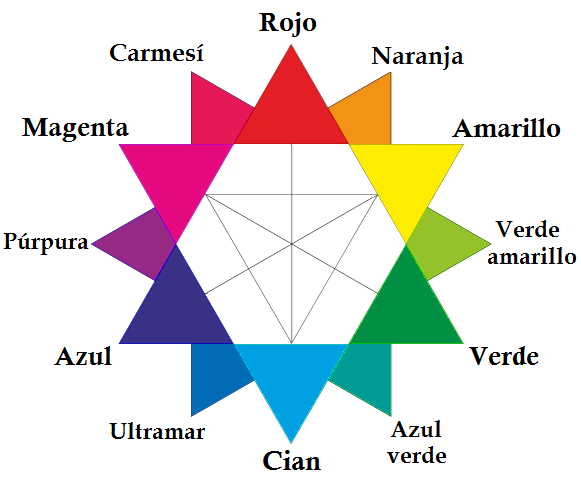
Círculo cromático elaborado a partir de los colores primarios del modelo CMY/CMYK.

Los pigmentos típicos de coloración CMYK son el cian de ftalocianina de cobre (pigmento azul 15:4), magenta de quinacridona (pigmento rojo 122), amarillo diarilado, (amarillo 12) y negro de carbón.

## Comparación con el modelo RGB
El uso de la impresión a cuatro tintas genera un buen resultado con mayor contraste. Sin embargo, el color visto en el monitor de una computadora seguido es diferente al color del mismo objeto en una impresión, pues los modelos CMYK y RGB tienen diferentes gamas de colores. Por ejemplo, el azul puro (En 24 y 32 bits= RGB=0,0,255) es imposible de reproducir en CMYK, sin embargo, se pueden conseguir tonos muy similares.
Los monitores de ordenador, y otras pantallas, utilizan el modelo RGB, que representa el color de un objeto como una mezcla aditiva de luz roja, verde y azul (cuya suma es la luz blanca). En los materiales impresos, esta combinación de luz no puede ser reproducida directamente, por lo que las imágenes generadas en los ordenadores, cuando se usa un programa de edición, dibujo vectorial, o retoque fotográfico se debe convertir a su equivalente en el modelo CMYK que es el adecuado cuando se usa un dispositivo que usa tintas, como una impresora, o una máquina ófset.

## Conversiones

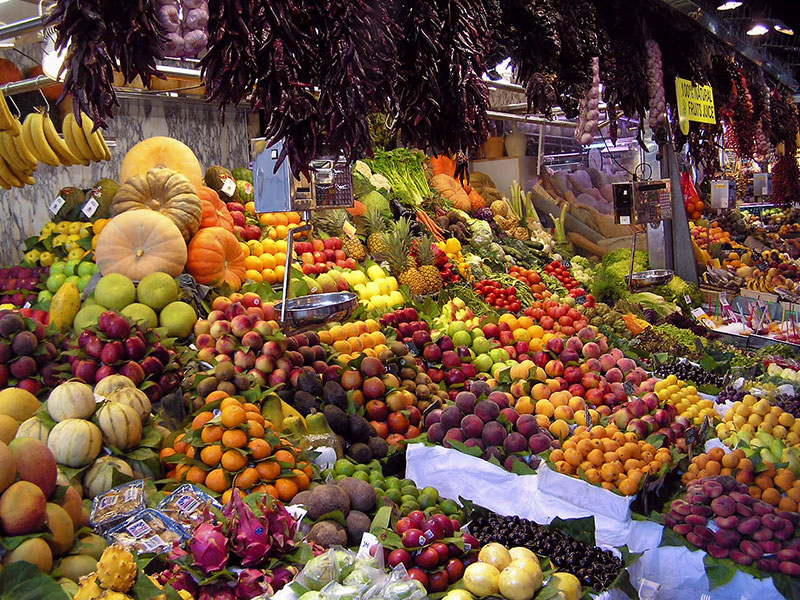
Foto de referencia impresa mediante un proceso de cuatricromía.

Es interesante reseñar que las conversiones aquí mencionadas son del tipo nominal. Producirán una conversión reversible entre RGB y un subconjunto de CMYK; es decir, se puede escoger un color de la paleta RGB y convertirlo a ciertos colores CMYK, y de estos colores CMYK obtener de nuevo en la reconversión a RGB los colores originales que les corresponden. Sin embargo, la conversión contraria (de colores CMYK a RGB) generalmente no es reversible; es decir que un color dado en CMYK y que es convertido a RGB, no resultará en el color CMYK original cuando sea reconvertido nuevamente a la paleta CMYK.
Además, los colores CMYK se pueden llegar a imprimir en tonos muy diferentes a como se aprecian en un monitor. No hay ninguna "buena" regla de conversión entre RGB y CMYK, porque ninguno de los modelos representan un espacio de color absoluto.

### Conversión entre RGB y CMYK

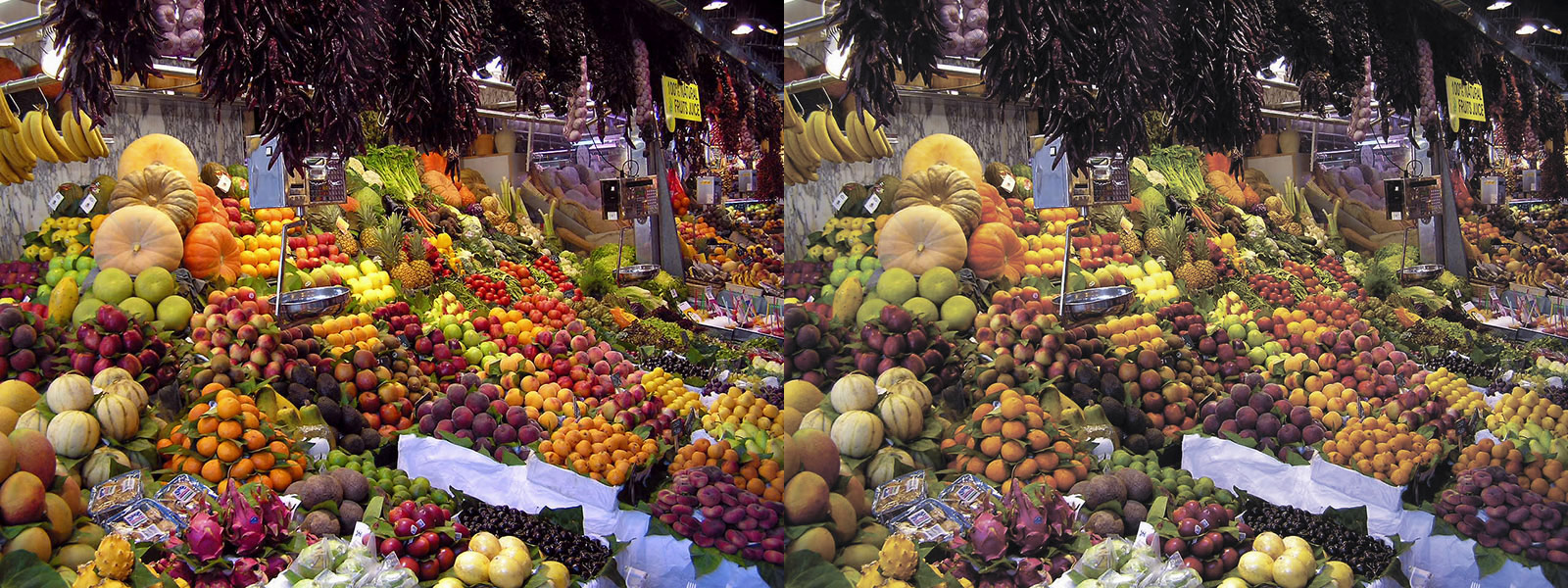
Imagen comparativa en la que se observan las diferencias en el color entre el modelo RGB (izquierda) y el modelo CMYK (derecha).

Para convertir entre RGB y CMYK, se utiliza un valor CMY intermedio. Los valores de color se representan como un vector, pudiendo variar cada uno de ellos entre 0.0 (color inexistente) y 1.0 (color totalmente saturado):
| {\displaystyle t_{CMYK}\!\,} | {\displaystyle =\{C,M,Y,K\}\!\,} es el cuádruple CMYK en {\displaystyle \left[0,1\right]^{4}}, |
| {\displaystyle t_{CMY}\!\,}  | {\displaystyle =\{C,M,Y\}\!\,} es el triple CMY en {\displaystyle \left[0,1\right]^{3}\!\,},   |
| {\displaystyle t_{RGB}\!\,}  | {\displaystyle =\{R,G,B\}\!\,} es el triple RGB en {\displaystyle \left[0,1\right]^{3}\!\,}.   |

#### Conversión CMYK a RGB
Para lograr la conversión, primero se pasa de CMYK a CMY, y posteriormente a RGB.
| {\displaystyle t_{CMYK}\!\,} | {\displaystyle =\{C,M,Y,K\}\,}                                  |
| {\displaystyle t_{CMY}\!\,}  | {\displaystyle =\{C',M',Y'\}\!\,}                               |
|                              | {\displaystyle =\{C(1-K)+K,M(1-K)+K,Y(1-K)+K\}\,}               |
| {\displaystyle t_{RGB}\!\,}  | {\displaystyle =\{R,G,B\}\!\,}                                  |
|                              | {\displaystyle =\{1-C',1-M',1-Y'\}\,}                           |
| {\displaystyle t_{RGB}\!\,}  | {\displaystyle =\{1-(C(1-K)+K),1-(M(1-K)+K),1-(Y(1-K)+K)\}\!\,} |
|                              | {\displaystyle =\{(1-C)(1-K),(1-M)(1-K),(1-Y)(1-K)\}\,}         |

#### Mapeado de RGB a CMYK

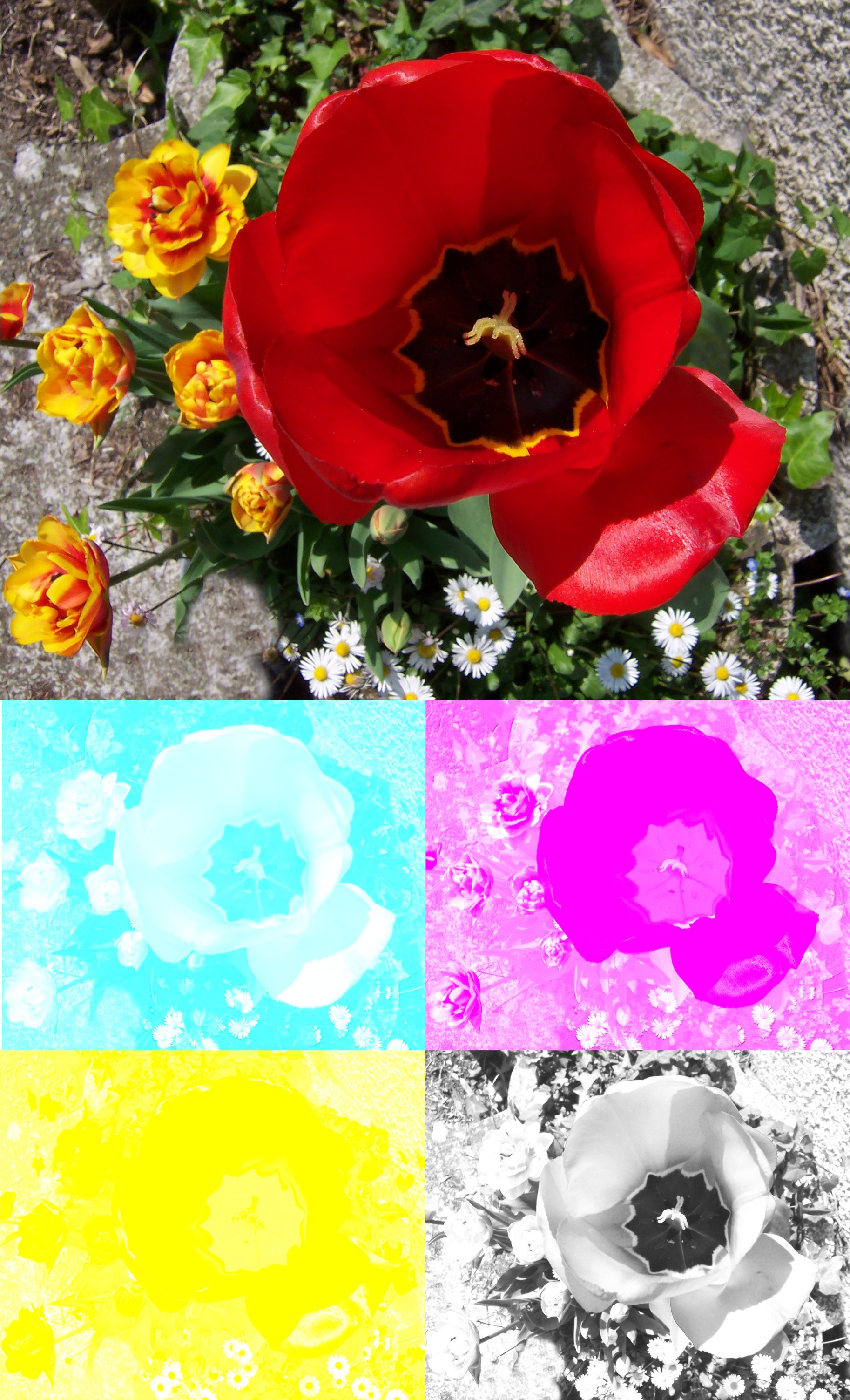
Como se puede apreciar, la imagen superior se ha obtenido superponiendo las cuatro capas de la parte inferior. Obsérvese que cada una de las imágenes inferiores corresponde a un color básico del modelo CMYK.

Se puede mapear un color RGB dado a uno de los muchos colores CMYK semi-equivalentes posibles. La mejor opción es aquella que hace uso de K lo máximo posible, y proporciones restantes de CMY lo menos posible. Por ejemplo, #808080 (gris, la mitad exacta entre blanco y negro) será mapeado a (0,0,0,0.5) y no a (0.5,0.5,0.5,0).
Convirtiendo RGB → CMY, con los mismos vectores de color:
{\displaystyle t_{RGB}=\{R,G,B\}\,}
convirtiendo a CMY
{\displaystyle t_{CMY}=\{C',M',Y'\}=\{1-R,1-G,1-B\}\,}
y luego a CMYK:
si {\displaystyle \min\{C',M',Y'\}=1\,}
entonces
{\displaystyle t_{CMYK}=\{0,0,0,1\}\,}
de otro modo
{\displaystyle K=\min\{C',M',Y'\}\,}
{\displaystyle t_{CMYK}=\left\{{\frac {C'-K}{1-K}},{\frac {M'-K}{1-K}},{\frac {Y'-K}{1-K}},K\right\}\,}

## Su utilización en artes gráficas
Su uso generalizado se da en el contexto de las artes gráficas. Las imprentas ófset imprimen, generalmente, en estos cuatro colores más tintas planas especiales, si se diera el caso (los comúnmente denominados colores Pantone). Por este motivo, antes de enviar cualquier trabajo a la imprenta se debe convertir los colores del documento a CMYK, para que los colores de impresión sean lo más correctos posibles.